# هيرنان غارسيا سيمون
هيرنان غارسيا سيمون (بالإسبانية: Hernán García Simón)‏ هو لاعب اتحاد الرغبي أرجنتيني، ولد في 11 يناير 1965 في بوينس آيرس في الأرجنتين.

## وصلات خارجية
- هيرنان غارسيا سيمون عل موقع إسبنسكروم (الإنجليزية)